# Bunge & Born
Bunge & Born fue una compañía de producción agrícola y alimentaria argentina. Fundada en 1884 por Ernest Bunge y Jorge Born.Fue disuelta en 2001. 

## Historia

### Origen
En 1818, Johann Bunge funda en Ámsterdam (Holanda Norte) la empresa Bunge & Co. para incursionar en el mercado de granos. Años después, Edouard Bunge, nieto de Johann, decide relocalizar la compañía en Bélgica.El primer Bunge en llegar a la Argentina había sido Carlos Bunge, en 1804. En ese tiempo, varias familias belgas llegaron a la Argentina con pequeño capitales que invirtieron en desarrollos agrícolas: Bunge, Born, Tornquist, Bemberg y Steverlynck. Carlos Bunge contrajo matrimonio con Genara Peña Lezica, perteneciente a una familia destacada de la sociedad argentina, y fundó la firma Bunge, Hütz y compañía. Hacia 1840, se asoció a su hermano Heinrich, que se desempeñaba en Bunge, Bornefeld y compañía, dedicada a la exportación de lanas y cueros que operó hasta 1858.
Recién en 1876 llegó a la Argentina Ernesto Bunge, hermano de Edouard, sobrino de Carlos y nieto de Johann, el primer fundador. Al poco tiempo, convocó a su cuñado Jorge Born para fundar una nueva empresa que se encargaría de exportar productos argentinos hacia la sede ubicada en Amberes, Bélgica. Allí funcionaba la firma fundada por su padre en 1850, dedicada al comercio de cueros, granos, lana, algodón y café.
Por entonces, la agricultura no era percibida por los productores argentinos como un negocio rentable en comparación con la ganadería. En 1873, el naturalista alemán Carlos Germán Burmeister había realizado un estudio según el cual, debido al calor y la sequedad de los suelos, nunca crecería trigo en la Pampa.
En 1897, provenientes de Europa, se suman a la sociedad Jorge Oster y Alfredo Hirsch. Oster se especializaría en el comercio de cereales, mientras que Hirsch cumpliría un papel trascendental en la posterior diversificación industrial del grupo.Para cuando estalló la crisis económica de 1929, la depresión del comercio internacional afecta enormemente al país no solo por la caída de los precios de los productos agrícolas, sino también por el descenso de los flujos de comercio.
Hacia 1887, adquiere diferentes silos, molinos y puertos, en 1902, el grupo adquiere Molinos Río de la Plata, una de las mayores empresas de molienda de trigo. 
En 1897, provenientes de Europa, se suman a la sociedad Jorge Oster y Alfredo Hirsch.
Alfredo Hirsch había nacido en Alemania en 1872 y tenía estudios de comercio. Inició su carrera en el rubro de la exportación de café y más adelante ingresó a la empresa Louis Dreyfus y Compañía, especializada en la exportación de granos. En 1895 emigró a la Argentina, donde comenzó colaborando con Alfredo Tewes en el negocio de importación de café. Dos años después, en 1897, ingresó a Bunge & Born. Fue designado apoderado en 1904 y se convirtió en socio en 1909. Alfredo Hirsch se casó con Elizabeth Gottschalk y tuvo tres hijos: Rodolfo, Leonor y Mario.
En 1899, la Bunge & Born, adquirió un taller de cromohojalatería llamada Centenera S.A., que era principal compañía dedicada a la producción de envases de hojalata en la Argentina.
Casi de manera simultánea y ante la intensa demanda interna y externa de materias primas, en 1902 el grupo decidió profundizar su política de industrialización del que por entonces era su principal producto de exportación, el trigo,[cita requerida] instalando un molino harinero en el Dique III de Puerto Madero, de la Ciudad de Buenos Aires.
La empresa tomó el nombre de Molinos Río de la Plata. Bunge & Born, a través de Molinos Río de la Plata, instaló también plantas en Brasil (1904) y Uruguay (1910).Por entonces Bunge y Born representaba el 30% de las exportaciones de Argentina.
Bunge & Born fortaleció su integración en Argentina a través de sucesivos lazos matrimoniales. Jorge Born II, hijo del fundador, contrajo matrimonio con Matilde Frías Ayerza; Jorge Born III se casó con Virginia Agote Lanusse; y Matilde Born contrajo matrimonio con Celedonio Pereda. Además, una hija de Eduardo Bunge —hermano de Jorge y presidente de Bunge Sociedad Anónima en Europa— se casó con el barón Víctor Bracht.
En 1905, Bunge & Born impulsó la creación del Banco Hipotecario Franco-Argentino, una entidad financiera integrada, entre otros, por la Banque de l'Union Parisienne (París), la Société Générale de Belgique (Bruselas) y Bunge & Co. (Amberes).En 1907, toma el nombre de Banco Anglo Sudamericano. Para 1925 sería el primer banco extranjero en Argentina por su capital, y el sexto por sus
reservas.

## Diversificación e Industrialización (1914-1943)
El estallido de la Primera Guerra Mundial ocasionó graves problemas a la Bunge & Born. El estancamiento de la producción agropecuaria y la desaceleración del comercio mundial desaconsejaban continuar con la mera actividad agroexportadora. Comenzó a imponerse la idea de que si la Argentina quería evitar el estancamiento debía encarar un nuevo rumbo, promoviendo la expansión industrial, la diversificación de la producción primaria y el crecimiento del mercado interno.
Así fue que partir de la década de 1920, el grupo fue ampliando su producción a cultivos de algodón, girasol, maní, soja, arroz, yerba mate, y aceites vegetales, lo cual le daba la posibilidad de iniciar la comercialización de productos de consumo masivo a través de diversas marcas. Así es que, en 1924, Bunge & Born crea La Fabril S.A., empresa especializada en actividades algodoneras. Dos años después, el holding establece una fábrica de aceites en Resistencia (Prov. del Chaco) y crea la empresa Grafa S.A. (Grandes Fábricas Argentinas S.A.), que instala su planta industrial en el barrio porteño de Villa Pueyrredón, dedicándose inicialmente a la producción de sábanas y frazadas, para luego incursionar en otros productos como telas para manteles, ropa fabril y toallas. En 1926, Bunge & Born inauguró su edificio corporativo de estilo neogótico en el centro de Buenos Aires.
Por aquel entonces, Bunge también se lanzó al mercado de pinturas con Albor S.A. (luego Alba S.A.), siendo ésta la primera fábrica de pinturas de Sudamérica. Con el correr del tiempo la empresa fue ganando prestigio hasta convertirse en la compañía más importante del sector en la Argentina y para los años sesenta ya sería considerada la fábrica de pinturas más importante de América Latina.
En los años 1920 Bunge & Born no solamente creció en la Argentina, sino que también se expandió en Brasil, creando la Sociedad Algodonera del Norte Brasileño (SANBRA), más tarde crea la Sociedad Anónima Molinos Río Grande (SAMRIG) y finalmente también participa con diversos porcentajes en el grupo Santista Fluminense (SANFLU).
La conducción de la empresa argentina sufre varios cambios durante estos años, ya que en 1920 fallece Jorge Born, por lo que Ernest Bunge pasa a tomar las riendas del grupo. Sin embargo, en 1927 muere Édouard Bunge, en su residencia de Hoogboom, Bélgica, lo que provoca la partida de Ernest hacia Europa. A partir de entonces, y durante los próximos 28 años, Alfredo Hirsch se encargaría de conducir el holding en Buenos Aires, dándole un marcado perfil industrial.
Paralelamente, a partir de la década de 1920, Estados Unidos comienza a elevar las tarifas aduaneras como forma de proteger su producción. En 1921 se elevan las tarifas para productos agropecuarios y en 1922, la ley Fordney-McCumber eleva las tarifas para productos industriales que usualmente se importaban de Europa. Esto crea una barrera al crecimiento de la industria europea y terminará repercutiendo en la agricultura norteamericana. En 1924, ante la caída de las exportaciones de los productos agropecuarios de Estados Unidos, se dicta la ley McNaury-Hagen, que establecía precios mínimos y cuotas para la compra de cereales en el mercado norteamericano. Este tipo de medidas comenzaron a desvirtuar los mercados y alteraron los mecanismos de formación de precios. Pero ese no fue su único efecto: las tarifas evitaron la entrada de productos europeos a Estados Unidos, imposibilitando a éstos equilibrar sus balanzas de pagos a través de un superávit en la balanza comercial, esto a su vez llevó también a una caída abrupta de las importaciones de mercaderías norteamericanas.[cita requerida]
Mientras tanto, la Argentina vive uno de los períodos más prósperos de su historia.
Las exportaciones del país se incrementan notoriamente y los precios internacionales de los 
productos agro-ganaderos se mantienen en alza. Por aquel entonces, la República Argentina es el primer exportador mundial de maíz y lino y el segundo de trigo, representando los tres productos el 52,9% de las exportaciones en el período 1925-29.
Para cuando estalló la crisis económica de 1929, la depresión del comercio internacional afecta enormemente al país no solo por la caída de los precios de los productos agrícolas, sino también por el descenso de los flujos de comercio. Para aquel entonces, el mundo había abandonado por completo el librecambismo y el patrón oro, mientras que las barreras aduaneras se elevaban a niveles no conocidos, reduciendo el flujo de comercio internacional. Se produjo una salida de capitales de tal forma que el gobierno de Yrigoyen abandonó la convertibilidad en 1929 y tuvo que emitir dinero sin respaldo para no agravar la situación de dificultad de algunos bancos, lo que provocó una pérdida de valor del peso con respecto al dólar.Finalmente, la crisis impulsó la caída del gobierno de Hipólito Yrigoyen.
El gobierno de José Félix Uriburu adoptó algunas medidas pregonadas por los empresarios locales, como la elevación de los derechos aduaneros del país. A estas medidas se sumó la devaluación de la moneda y el control cambiario establecido con el objetivo de asegurar el equilibrio en la balanza de pagos y el cumplimiento de la deuda externa. Indirectamente, la aplicación de estas medidas permitió, sobre la base de una estructura industrial existente, el inicio de la sustitución de importaciones en la Argentina.
Durante la gestión del Ministro de Agricultura, Dr. H. Béccar Varela, se formó una comisión compuesta por representantes de las principales instituciones agropecuarias (SRA, Unión de Productores Agrarios, etcétera) para "el estudio de diversas medidas para la defensa de la agricultura nacional". El Control de Cambios impuesto en 1931 perjudicaba notablemente a los productores.En aquellos momentos los precios agrícolas y ganaderos del mercado internacional descendían persistentemente y, al mantenerse fijo el tipo de cambio, el reajuste recaía totalmente sobre los productores, obligándolos a rectificar sus costos de acuerdo con los precios del mercado internacional. En este marco, y frente a la insistencia de varios sectores para que se fijase un precio mínimo para ciertos granos, es que el 28 de noviembre de 1933 se crea, por decreto 31.864, la Junta Reguladora de Granos.
Durante la década de 1930, se evaluaron los posibles beneficios de la industrialización, destacando especialmente la "industria natural" del país, es decir, aquella que procesaba materias primas locales. No obstante, la recuperación económica observada desde 1933 llevó a algunos gobiernos a considerar que la crisis era temporal y que la industrialización era solo una medida para paliar los desequilibrios en el comercio internacional. En otros ámbitos, como el militar, la idea de fomentar la industria tuvo mayor impacto, tanto por el enfoque nacionalista que implicaba como por la preocupación ante el deterioro del contexto internacional a fines de la década, una tensión que finalmente culminaría en un nuevo conflicto mundial. El valor de las exportaciones pasó de 1000 millones de dólares en 1928 a 335 millones en 1932. A finales del año 1935 recién el Producto Bruto Interno superó el valor del año 1929.
Durante la década del 1930, Bunge & Born desarrolló su rama química. Creó la Compañía Química, cuya primera fábrica se estableció en  1937 en la localidad de Dock Sud y se dedicó a la elaboración de ácido sulfúrico, soda cáustica, cloro y fertilizantes.
Luego de la fundación de la Compañía Química, se extendió en el rubro con las empresas Grafa, Sulfacid y Minera Aguilar, especializadas en la producción de zinc electrolítico.

## Cambio de rumbo (1943-1956)
En 1943 ocurrió la revolución del 43 y estableció una dictadura militar.En abril de 1944, se fundó el Banco de Crédito Industrial, en junio se dispuso la creación de la Secretaría de Industria y se instauró el primer régimen de fomento industrial.
Estas políticas se enmarcaban en las preocupaciones de una posible desindustrialización una vez concluido el conflicto, lo cual derivaría en graves perturbaciones sociales. Así fue que desde el gobierno se decidió alentar a todas las industrias, tanto a aquellas que utilizaran materias primas nacionales orientadas al abastecimiento del mercado interno, como aquellas que, aun cuando utilizaran materias primas o productos semielaborados importados, produjeran artículos indispensables para la defensa nacional. De esta manera, la política oficial promovió la radicación de industrias en el país.
El fin de la Segunda Guerra Mundial en 1945 y el llamado a elecciones nacionales para 1946 acentuó los debates sobre los dos caminos a seguir en materia económica: 
- Apoyar la continuidad del "modelo" iniciado en 1943, con mayor intervención estatal orientada a la industrialización y a la redistribución social.
- O, por el contrario, se volvía al orden económico agro-exportador, seguit dependiendo de los recursos provenientes del comercio exterior agro-ganadero
que muchos suponían que era como condenar al país a un estado semicolonial, con el agravante de que la clase trabajadora posiblemente caería en la desocupación y el subconsumo.
Los rasgos básicos del modelo del gobierno de Perón se plasmaron en el denominado "Plan Quinquenal": alentar la industrialización; aumentar la producción de hidroelectricidad; fomentar la redistribución de la propiedad rural; crear un seguro social amplio y obligatorio; integrar a los obreros en los beneficios y en la propiedad de las empresas; y nacionalizar compañías de servicios públicos como los ferrocarriles. Se nacionalizó el Banco Central, las empresas de servicios públicos y se creó la Flota Mercante y la Flota Aérea, leyes que prorrogaron los arrendamientos rurales, sanción del Estatuto del Peón, se creó el Instituto de Promoción del Intercambio (IAPI) buscando de esta manera financiar el proceso de industrialización, estudiar el mercado, publicitar las exportaciones argentinas y facilitar los negocios, promoción del intercambio y la promoción de la tecnología. Esta última, tenía como objetivo aumentar y mejorar la producción de ciertos productos para incrementar las exportaciones.
Las bases para la regulación ya las había sentado el gobierno conservador de Agustín P. Justo: Junta Reguladora de Carnes, Junta Reguladora de Granos, Banco Central, etc.
En septiembre de 1941 se creó la Corporación para la Promoción del Intercambio SA (CPI) cuyo directorio estaba integrado por los principales ejecutivos de las empresas norteamericanas radicadas en la Argentina, que actuaban como compradores de divisas, así como de los grandes consorcios multinacionales. Su objetivo era estudiar el mercado, publicitar las exportaciones argentinas y facilitar los negocios. Tendrían a su cargo la compra de las divisas generadas por este comercio y su venta en el mercado libre. En 1942 se cambian los estatutos y se establece como finalidad de la sociedad la promoción del intercambio y la promoción de la tecnología. Esta última, tenía como objetivo aumentar y mejorar la producción de ciertos productos para incrementar las exportaciones. El producto debía adecuarse a la calidad y al estándar requerido en el extranjero. Para ello, la CPI promociona nuevos estudios. Se contratan técnicos extranjeros para que puedan asesorar a los fabricantes de productos exportables y se financia el viaje de fabricantes locales a Estados Unidos. Sin embargo, la Guerra Mundial continúa siendo una barrera importante para el comercio.
El 28 de mayo de 1946 el Estado crea el I.A.P.I. (Instituto Argentino para la Promoción del Intercambio) mediante el Decreto 15.350 bajo la órbita del Banco Central, a cargo del economista Miguel Miranda.
El IAPI tuvo como antecedentes organismos reguladores creados en la década de 1930, como las Juntas Nacionales de Granos y Carnes, y la Corporación para el Intercambio (CPI S.A.), cuyos bienes pasaron al IAPI tras su liquidación en 1946. Comercialmente, el Instituto compraba cereales, carnes y derivados para exportarlos. También cumplía funciones financieras, destinando fondos a organismos públicos, provincias y al sector privado para la compra de bienes de capital. Además, regulaba el mercado interno: adquiría productos sin demanda, fijaba márgenes de beneficio al sector industrial, creaba comisiones mixtas para sectores en crisis y entregaba materias primas a industriales para ser procesadas por cuenta del Instituto. Externamente, el IAPI vendía productos argentinos en el mercado internacional. Esta estrategia intervencionista perjudicó a las empresas exportadoras privadas, como Bunge y Born, Continental o Dreyfus.
Con un rol monopólico, el IAPI centralizó la comercialización de productos agrícolas, destacándose en 1949. Con los recursos de las exportaciones, el Instituto financió la compra de servicios públicos en manos extranjeras, fomentó el control del mercado por parte de empresas estatales. Perón consolidó su política económica en el "Plan Quinquenal": fomentar la industrialización, la hidroelectricidad, redistribuir tierras, establecer un seguro social obligatorio, integrar a los obreros en los beneficios empresariales y nacionalizar servicios públicos como los ferrocarriles. Desde 1949, el IAPI debía generar un 15% del producto argentino. En 1952, ante un cambio de rumbo, se congelaron salarios mediante contratos bianuales y se impulsaron medidas para atraer inversiones extranjeras, especialmente en la industria pesada y siderúrgica. A pesar de los acuerdos bilaterales firmados por el IAPI, el comercio exterior siguió concentrándose en los vínculos tradicionales. Así, Gran Bretaña seguía ocupando el primer lugar como importador de productos argentinos, seguido de Estados Unidos, al tiempo que se manifiesta la creciente importancia del comercio con Brasil. 
En particular, en el plano externo, el IAPI tenía como funciones centrales la venta de los productos argentinos en el mercado internacional al mejor precio. Esto representaba un cambio significativo y novedoso respecto del camino transitado anteriormente. Las más perjudicadas con este cambio de paradigma fueron las empresas exportadoras (Bunge y Born LTDA, Continental, Dreyfus, La Plata Cereal Co, Louis de Ridder LTDA) que se vieron restringidas ante la actuación del IAPI. En 1943 se abren tres nuevas oficinas en Nueva Orleans, Chicago y San Francisco. Sin embargo, el emprendimiento mostró sus límites estructurales, en particular para mantener una posición competitiva, ya que los precios argentinos estaban al límite de lo aceptable. Para rebajarlos, la variable central era el costo laboral, algo muy difícil de tocar en el nuevo contexto nacional. Sin embargo, la Guerra Mundial continúa siendo una barrera importante para el comercio. 
A partir de 1950, en este contexto de industrialización que estaba desarrollando la Argentina, Bunge & Born inició la producción de productos como la sémola Vitina (1955), la harina leudante Blancaflor (1956), el bizcochuelo Exquisita (1959), la margarina Delicia (1963), la mayonesa Ri-K (1968).

## Nueva etapa (1956-1989)
El IAPI fue disuelto en 1956 por la dictadura de general Aramburu. Tras su cierre, fue necesario emitir un bono de saneamiento para tapar el descubierto que el instituto tenía en el Banco Nación y en el Banco Industrial, ya que de lo contrario, ambos bancos quebrarían. De esta forma, incluyendo algunas otras erogaciones se emitió el "Bono provisional de Saneamiento Bancario" alcanzando los m$n 21.213,4 millones.
La relación de Bunge & Born con la dictadura militar ha sido objeto de análisis y debate. Se ha señalado la existencia de vínculos económicos y políticos entre la empresa y el régimen, así como su papel en la represión y la complicidad en delitos de lesa humanidad. Se ha documentado la existencia de víctimas de delitos de lesa humanidad en propiedades de Bunge & Born, como en Molinos Avellaneda. 
Juicios y condenas:
En el juicio a las Juntas, se lograron determinar los secuestros de trabajadores de Mercedes Benz, con la complicidad de empresas como Bunge & Born y el secuestro y desaparición forzada de trabajadores de la empresa Molinos Río de la Plata. 
El 19 de septiembre de 1974, Juan y Jorge Born, gerente y director general del conglomerado respectivamente, fueron secuestrados junto al gerente de la empresa Molinos Río de la Plata, Alberto Bosch. La operación estuvo a cargo de la Columna Norte de Montoneros y fue comandada en el terreno por Roberto Quieto (tercero en la conducción máxima de la organización) y Rodolfo Galimberti, jefe militar de la Columna Norte. El rescate reclamado originalmente fue de 100 millones de dólares, pero Jorge Born II, padre de los ejecutivos secuestrados y presidente de la empresa, se negaba a negociar y pagar suma alguna, debido a su oposición a que su dinero sirviera para financiar a Montoneros. Luego de seis meses de reclusión, Jorge Born III, desde su lugar de reclusión, asumió la negociación, logrando bajar el rescate a 60 millones de dólares.
En 1978 compró pastas Matarazzo, Fanacoa de aderezos, el Frigorífico Tres Cruces, las salchichas Vieníssima, Nobleza Gaucha (yerba mate), Lira (aceite), Gurmet (mayonesa), Pindapoy, (jugos de fruta), Granja del Sol, especializada en productos congelados.

## Década de 1990
En medio de la hiperinflación que afectaba a Argentina en 1989, el presidente electo Carlos Menem se reunió el 23 de mayo de ese año con directivos del grupo Bunge & Born.El llamado Plan Bunge y Born estableció el control de precios, el cierre a las importaciones y la convocatoria a negociaciones paritarias entre empresarios y sindicatos. También se aprobaron la Ley de Reforma del Estado y La Ley de emergencia Económica, que esbozaban un amplio plan de privatizaciones y dotaban al Ejecutivo de amplias facultades. Una de las primeras medidas fue el canje compulsivo de depósitos a plazo fijo por bonos externos. Esto ocasionó pérdidas irreparables al sector de pequeños y medianos ahorristas. El grupo contaba con un programa de predicción econométrica basado en los aportes de Lawrence Klein, galardonado con el Premio Nobel de Economía. Los colaboradores de Klein llegaron a establecer contacto con Bunge & Born con el objetivo de vincularse al contexto económico argentino.
El 30 de mayo de 1989, Carlos Menem anunció que Miguel Ángel Roig sería el nuevo Ministro de Economía. La designación de  Roig, uno de los principales directivos de Bunge y Born, como ministro de Economía, estuvo vinculada a la gravedad de la crisis al final del gobierno de Raúl Alfonsín y a las ventajas de una posible estabilización macroeconómica.
El 19 de junio, Roig anunció su plan económico, con medidas tales como elevar el valor del dólar y fijarlo en un determinado precio, crear una nueva moneda, hacer autónomo al Banco Central, refinanciar la deuda interna en títulos y bonos de manera compulsiva, emitir líneas de crédito blandas y dar un shock productivo, favoreciendo las exportaciones. En cuanto a la creciente deuda externa, se negociaría la postergación del pago de intereses a cambio de facilidades a bancos privados para capitalizar la deuda externa. El 24 de ese mes, el nuevo ministro designó a Javier González Fraga como futuro presidente del Banco Central. En sus primeras declaraciones, el ministro Roig no propuso un shock de apertura comercial, sino que anticipó una leve reducción general de aranceles del 5%. En consecuencia, la apertura del comercio exterior no tuvo, en esos primeros momentos, la centralidad ni la contundencia que sí mostraron otras decisiones de claro quiebre con el modelo anterior, como las privatizaciones o la eliminación de subsidios. En los siguientes días, Roig anunció una suba de salarios, aunque simultáneamente aplicó un aumento al precio de las naftas y a las tarifas de servicios públicos, al tiempo que presentó al Congreso de la Nación el proyecto de "Ley de Emergencia Económica" y se reunió con los grupos empresarios para intentar poner un freno a la inflación, negociando la firma de una tregua de precios. Juró como Ministro de Hacienda el 9 de julio de 1989, y murió el 14 del mismo mes en su automóvil, como consecuencia de un infarto, el día en que se proponía concretar el acuerdo de precios con los grupos empresariales, que sería firmado dos días después.
Ante el súbito fallecimiento de Roig, Carlos Menem nombró como sucesor a Nestor Rapanelli, dando continuidad al modelo económico.Ante los problemas inflacionarios y el abultado monto de la deuda externa, el 11 de septiembre se logró destrabar una serie de créditos del Banco Mundial, al tiempo que se consiguió el apoyo de la entidad para el proceso de privatización de servicios públicos según la Ley de "Reforma del Estado". El 15 de ese mes, Rapanelli firmó junto a Roberto Dromi el marco de las privatizaciones para ENCoTel, Ferrocarriles Argentinos y Yacimientos Carboníferos Fiscales.nEl respaldo del grupo Bunge & Born, que gozaba de una gran credibilidad internacional, fue muy importante para sentar las bases del Gobierno de Carlos Menem. Durante este periodo, se aplicó una reducción relativa de los aranceles a la importación, llevándolos a un promedio del 40%. No obstante, se mantuvo un régimen especial de protección para 730 posiciones del sector electrónico y se aumentó del 0 al 5% el arancel sobre algunos productos, con el objetivo de conservar el respaldo de las pymes industriales. A su vez, se eliminaron diversos controles sectoriales sobre la industria. Esta primera etapa de apertura —que más adelante se profundizaría hasta alcanzar un promedio arancelario del 21%— generó resistencia por parte del conjunto del sector industrial representado por la Unión Industrial Argentina (UIA), salvo el Consejo Económico Social (CEA), que se mostró más alineado con la medida.
En Bunge & Born, en 1991 asumió Octavio Caraballo como presidente ejecutivo del Grupo.Caraballo, nieto de Alfredo Hirsch, había estudiado finanzas en Estados Unidos. Permaneció en el cargo hasta 1997, cuando fue sucesido por Schmitt-Rhaden, quien posteriormente tuvo a su cargo la presidencia de Bunge Global.
Durante la gestión de Caraballo, se contrató a la firma consultora McKinsey & Company para realizar un análisis exhaustivo de la estructura organizativa de la compañía. Como resultado de dicho examen, se simplificó la estructura corporativa y se incorporaron ejecutivos externos a puestos clave. Ese mismo año, Ludwig Schmitt-Rhaden fue nombrado gerente regional de Brasil, convirtiéndose en el primer ejecutivo en ocupar ese cargo sin pertenecer a los clanes fundadores de la empresa. A pesar de las sucesivas crisis y transformaciones experimentadas, el Grupo se mantuvo como la tercera comercializadora de granos del mundo.
Entre 1992 y diciembre de 1995 el grupo vendió activos por U$S 280 millones. Se desprendió de Grafa (textil), Proceda (informática), Centenera (envases), Compañía Química, Petroquímica Río Tercero y la Compañía Química, productora de artículos de limpieza.
En 1994, se produce un movimiento importante cuando las familias del grupo a nivel global deciden coordinar los negocios de toda la descendencia de la primera sociedad Bunge formada en Bélgica a comienzos del siglo XIX. Dicha sociedad se compuso con alrededor de 180 accionistas cuyas familias principales eran Hirsch, Bunge, Born, Engels y De La Tour. Esta nueva empresa reemplazó a la vieja estructura en la cual los accionistas individuales tenían participaciones en todas las empresas Bunge. A partir de allí, Bunge & Born de Argentina, se integró formalmente al grupo Bunge International Ltd. La empresa se convirtió en Bunge International, conservando el nombre Bunge y Born solo en Argentina.
Esta decisión involucraba mucho más que un mero intercambio de acciones. Se trataba de una reconversión total del grupo frente al fenómeno de la globalización, donde una empresa nacional tenía un limitado margen de maniobra, principalmente si se encontraba en una economía "emergente" como la de Argentina. El fin de la Guerra Fría y la apertura de los mercados mundiales daba por concluido el modelo que había hecho crecer a Bunge & Born desde el fin de la Primera Guerra Mundial. Ahora había que cambiar y concentrarse en lo que mejor sabía hacer la empresa, o sea el negocio agroalimentario y a la vez insertarse en un esquema global.
Mientras tanto, la estrategia local de Bunge debió cambiar nuevamente a mediados de los años 1990, por imperio del mercado. La empresa de pinturas Alba, parte del grupo B&B, controlaba en ese momento cerca del 40 por ciento de este negocio en la Argentina y casi amplió esa cuota con la oportunidad de comprar a la empresa Colorín.
Pero Alba no estaba convencida y desistió de adquirir Colorín, que finalmente fue absorbida por el grupo venezolano Corimon. B&B decidió retirarse del negocio de las pinturas, comprendiendo que se mercado requería a gestión de una empresa global, tecnología de punta y mayor inversión en investigación. En primeros tres meses de 1996 el grupo vendió por U$S 430 millones todo su negocio de pinturas en la Argentina, Brasil y Uruguay, lo que requirió de una compleja consolidación con Coral (Brasil) e Inca (Uruguay) como parte de Bunge Paints (parte de Bunge International). Alba por su parte fue vendida al gigante petroquímico británico Imperial Chemical Industries(ICI). 
Entre los años 1996 y 2002 se profundizó la estrategia de concentración en el negocio agroindustrial y concentrar su actividad en el mercado mundial de cereales.
En 1997, Bunge adoptó una estrategia global enfocada en la producción de soja y fertilizantes. Ese año, adquirió Ceval Alimentos, una empresa brasileña líder en procesamiento de soja y producción de aceites vegetales refinados, con ventas anuales de aproximadamente 2.500 millones de dólares. Esta adquisición fortaleció la posición de Bunge en el mercado global de procesamiento y exportación de soja, situándola como la tercera mayor empresa en este sector, detrás de ADM y Cargill.
De ese modo Molinos fue vendida al Grupo Pérez Companc, y lo mismo sucedió con las demás empresas de industrialización alimentos que poseía, en un monto estimado en 3.000 millones de dólares.
Bunge Global abrió su capital al público en 2001 en la Bolsa de Nueva York.

## Propietarios y ejecutivos destacados
En la rama argentina los accionistas principales son las familias Hirsch y Born. Ambas familias han mantenido relaciones de cierto enfrentamiento de intereses a lo largo del tiempo. El tercer grupo en importancia pertenece a la familia de La Tour que funcionó muchas veces como árbitro de las dos familias principales.
Algunos de los ejecutivos de Bunge & Born que adquirieron notoriedad son:
- Los hermanos Juan y Jorge Born, que fueron secuestrados en septiembre de 1974.[60]

- Miguel Roig y Néstor Rapanelli, altos ejecutivos de Bunge y Born, que se desempeñaron como ministros de economía, durante el inicio del gobierno de Carlos Menem.

- Octavio Caraballo, quien dirigió la empresa entre 1992[61]y 1997.[62]